# Horatosphaga leggei
Horatosphaga leggei är en insektsart som först beskrevs av Kirby, W.F. 1909.  Horatosphaga leggei ingår i släktet Horatosphaga och familjen vårtbitare. Inga underarter finns listade i Catalogue of Life.